# 斗姆湖街道
斗姆湖镇，是中华人民共和国湖南省常德市鼎城区下辖的一个乡镇级行政单位。

## 行政区划
斗姆湖镇下辖以下地区：
机场社区、和平社区、斗姆湖社区、建设社区、南阳村、临沅村、万元村、新龙村、花园村、南垸村、新渠村、红星村、马桥村、新建村、葛麻山村、火田坪村、阳南桥村、畜牧良种场村和蚕种场村。